# 酷媽寶貝蛋
《酷媽寶貝蛋》（日语：ママはぽよぽよザウルスがお好き），是一套1993年8月於日本刊登的漫畫。1995年改編成電視動畫。

## 作品概要
本作是連載於育兒雜誌『プチ・タンファン』（婦人生活社發行）的作品，是一部搭配作者本人育兒經驗談的實錄育兒漫画（全4集）。
描述要照顧雖然可愛卻活潑而又精力十足的小怪獸們（寶貝蛋＝小孩）的青沼家之中所發生親子交流的生活故事。
由於郵便局（日本郵便前身）使用裡面角色拍攝｢学資保險｣的電視廣告而因此成為話題，進而動畫化。

## 單行本
單行本從1993年8月連載到1998年5月，由婦人生活社發行。2003年11月到2004年2月由幻冬舍再次發行。
1. 酷媽寶貝蛋（1993年8月）
2. 酷媽寶貝蛋 ふたたび（1994年12月）
3. 酷媽寶貝蛋 みたび（1995年12月）
4. 酷媽寶貝蛋 よたび（1998年5月）

2010年9月到10月則改由 KADOKAWA(Media Factory)再次發行。みたび及よたび則整合成第3集。
1. 酷媽寶貝蛋 1（2010年9月）
2. 酷媽寶貝蛋 2（2010年9月）
3. 酷媽寶貝蛋 3（2010年10月）

之後的續集從2009年2月到2014年3月，由KADOKAWA(Media Factory)發行。
1. かわいいころを過ぎたら 『酷媽寶貝蛋』リュウの思春期ルポ（2009年2月）
2. かわいいころを過ぎたら アン18歳 『酷媽寶貝蛋』アンの思春期ルポ（2009年9月）
3. 夫とふたりでもうまく暮らすコツ 『酷媽寶貝蛋』ダーリンとのその後（2011年7月）
4. 20歳は過ぎたけれど 『酷媽寶貝蛋』リュウ&アン成人編（2012年8月）I
5. いつか大人になるのかな 『酷媽寶貝蛋』リュウ&アン人生道草編（2014年3月）

### 主要登場人物（原作）
青沼貴子（あおぬま　たかこ）
小龍和小安的母親，也是本作的作者。本作中雖然姓「青沼」，但正確來說這是作者的舊姓以及筆名，育兒日記中則是姓「鈴木」。
青沼源大（あおぬま げんだい）
小龍和小安的父親及貴子的老公。全家人都叫他「親愛的」，但沒人叫過他的名字。職業是建築測量士。留著鬍子，還是披頭四的歌迷
青沼龍（あおぬま りゅう）
青沼家的長男。描寫他從嬰兒時到幼稚園～小学低年級的成長過程。因為活潑又愛搞破壞，而被叫作怪獸哥吉拉。2014年3月的現在為25歲，幫忙父親的建築測量士的工作。之後雖然直接就任這份工作，但2015年時與父親產生激烈的衝突而辭職，還當了2個月的尼特族。2016年4月時為28歲、一邊打工一邊求取想取得的職業資格。
青沼安（あおぬま あん）
青沼家的長女。描寫她從在媽媽的肚子裡到幼稚園時的成長過程。小時候是個個性刁蠻，只重視自己而又不愛聽話的小孩，因為喜歡大叫而被稱為怪獸安基拉斯。17歲時從高中輟學，並且透過通信教育的高中自主學習，並希望成為舞者，21歲時想要上大學而成為考生。22歲成為短期大學生並在24歲畢業。之後就職7個月後就辭職，並很快決定要轉職，2016年4月時為25歲，並成為OL。
青沼傑克（あおぬま じゃっく）
青沼家養的貓。2002年2月以18歲高齡過世。

## 電視動畫
1995年9月2日到1996年8月31日、由TBS系列局以、每日放送（MBS）・日本アニメーション製作為電視動畫，全52集（1集播放2話）。平均收視率7.8％。
各事件的故事發展，基本上都忠於原作，但原作中帶有嘲諷辛辣的橋段則被改為較為溫暖的內容。
動畫前半段的故事雖然以女主角‧未來的日記為視角構成，但後半段轉變成動畫原創故事，自此之後，就較少以未來的第一人稱視角為觀點來發展故事。

### 主要登場人物（動畫版）
原作漫画直接使用作者的本名（正確來說是舊姓及筆名）；但動畫化後，所有角色通通改成新名字。
保與田未来（ぽよた みき）
日語配音 - 松本梨香；粵語配音 - 盧素娟；台灣配音 - 王華怡
本作主角。是家庭主婦兼繪本作家。是源大之妻及小彬及莎拉的母親，時常為了小彬及莎拉的行為而感到苦惱；有時會稱呼小彬及莎拉是兩隻怪獸(動畫中則是以兩隻人頭恐龍身來代表)，也幻想自己與丈夫是慈祥的好爸媽，小彬及莎拉很乖巧聽話...等情境。
保與田源大（ぽよた げんだい）[香港譯名：保與田雄大]
日語配音 - 長島雄一；粵語配音 - 招世亮；台灣配音 - 陳幼文
未來之夫、小彬和莎拉的父親。上班族。未來喜歡稱他為「親愛的」，與未來時常為了小彬及莎拉的行為而感到苦惱(尤其是在莎拉有異常的行為時)。
保與田彬（ぽよた ヒョウガ）[香港譯名：保與田冰河]
日語配音 - 白鳥由里；粵語配音 - 陸惠玲
未來的兒子，是5歲的長男。幼稚園大班。喜歡英雄電視劇無敵騎警，活潑好動愛搞怪；有時跌倒時會大聲哭鬧。
保與田莎拉（ぽよた ジュラ）
日語配音 - 興梠里美；粵語配音 - 林元春；台灣配音 - 姚敏敏
未來的女兒，是3歲的長女。幼稚園小班。發音還不太正確（像是義大利麵講成義達里麵、紅豆湯講成紅斗湯），喜歡卡通魔法小仙子，遇到不喜歡或不如她意的事情，總是會大聲哭鬧，有時會在地板上打滾、手腳打(踢)地板發出聲響。

### 其他登場人物
國立太太（国立媽媽）
声 - 黑田由美；粵語配音 - 袁淑珍
花園太太（花園媽媽）
声 - 南杏子；粵語配音 - 林丹鳳
國立雄（国立ゆう）
声 - 瀧本富士子；粵語配音 - 區瑞華
國立麗娜（国立れいら）
声 - 金丸日向子；粵語配音 - 鄭麗麗
國立繪美（国立えみ）
声 - 西原久美子
花園さあや
声 - 本井英美
綾小路一郎（綾小路いち）
声 - 野田順子；粵語配音 - 袁淑珍
白雪姬子（白雪ひめこ）
声 - 大塚智子；粵語配音 - 梁少霞

### 動畫版原創人物
未來之父
声 - 島香裕；粵語配音 - 張炳強
未來之母
日語配音 - 中澤みどり；粵語配音 - 雷碧娜
源大之父
声 - 小野健一；粵語配音 - 黃子敬
源大之母
日語配音 - 渡邊美佐；粵語配音 - 黃鳳英
源大之兄（小彬和莎拉的伯父）
声 - 柳澤榮治；粵語配音 - 黎偉明
源大之兄的妻子（未來和源大的大嫂、小彬和莎拉的伯母。）
声 - 龜井芳子；粵語配音 - 袁淑珍
小彬和莎拉的表弟（源大的外甥）
声 - 岩坪理江　馬場澄江
磯部みどり老師
声 - 淺丘夏未；粵語配音 - 梁少霞、黃鳳英（代配）
中川太
声 - 渡邊久美子；粵語配音 - 謝潔貞
一文字秀人老師
声 - 中原茂；粵語配音 - 林保全
在莎拉幼稚園開學日時，剛好在同日新入職的男性老師，可是在路上因看到即將同校的莎拉太過興奮而嚇到她，被源大誤作為色狼而挨打。由於事後莎拉一直好像怕了一文字老師，導致他對此顯得自責，最後發現原來是莎拉暗戀自己。
魔法小仙子(魔法のリリイ)
本作裡面的戲劇人物，其他也以抓娃娃機中的獎品及周邊商品造型登場。
無敵騎警(無敵レンジャー)[台灣&香港譯名：無敵超人]
本作裡面的戲劇人物，其他也以抓娃娃機中的獎品及周邊商品造型登場。
水雞人(ヤンバルクイナマン)
無敵騎警的對手。就如其名，是以山原水鶏為原型。

### 工作人員
- 製作 - 本橋浩一
- 企画 - 井口慎一（MBS）、黑木敬七・佐藤昭司（日本アニメーション）
- 原作 - 青沼貴子
- 角色設定 - 三浦辰夫
- 美術監督 - 鈴木聡
- 美術設定 - 工藤剛一
- 背景 - アトリエローク
- 色彩設計 - 小山明子
- 撮影監督 - 森田俊昭、田村正人
- 撮影 - 東現アニメルーム、トランスアーツ、じゃんぐるじむ
- 編輯 - 名取信一、目黒広志、寺野剛（ジェイ・フィルム）
- ネガ編集 - 上遠野英俊
- 音樂 - 丸山和範
- 音響監督 - 早瀬博雪
- 音響制作 - 音響映像システム、会田昌克
- 整音 - 大石幸平
- 效果 - フィズサウンド（蔭山満）
- 錄音工作室 - タクトスタジオ
- 標題 - 道川昭
- 現像 - 東京現像所
- 廣告 - 山崎朋子→安藤ひと実（MBS）
- 製作編輯 - 小林克規
- 製作人 - 坂井佳史→諸冨洋史（MBS）、小竿俊一（日本アニメーション）
- 導演 - 鈴木孝義
- 各話協助 - トランスアーツ、じゃんぐるじむ
- 製作 - 每日放送・日本アニメーション
- 贊助旁白 - 吉田智子

### 主題曲
片頭曲『Beeper Love（Saurus Version）』
歌 - NOW、作詞 - UMEDY、作曲 - CAKE-K、編曲 - SHIGE
片尾曲1『いつのまにか君を（アコースティック・バージョン）』（第1話-第30話）
歌 - 小野正利、作詞 - 小野正利、作曲 - TSUKASA、編曲 - 鶴由雄（ソニーレコード）
片尾曲2『スパイシー・ライフ』（第31話-第52話）
歌 - 松本梨香、作詞 - 芹沢類、作曲 - 階一喜、編曲 - 西脇辰弥

### 獎項
- 兒歌金曲頒獎典禮1999－「十大兒歌金曲」- 《BB保你大》

### 關連商品
酷媽寶貝蛋 印象曲專輯（1996年5月22日）
1. Beeper Love（Saurus Version）
歌 - NOW
2. HARDママ
歌 - 保與田未来、作詞・作曲・編曲 - Tacos Naomi
3. おやすみなさい…
歌 - 保與田ジュラ・ヒョウガ、作詞・作曲・編曲 - Tacos Naomi
4. ママはがんばる
歌 - 保與田未来・源大、作詞・作曲 - 一番星哲也、編曲 - Tacos Naomi
5. ヒョウガとジュラのにがおえおえかきうた
歌 - 保與田ヒョウガ・ジュラ、作詞 - 清沼貴子、作曲 - 一番星哲也・Tacos Naomi、編曲 - Tacos Naomi
6. スパイシーライフ
歌 - 松本梨香

### 播放標題
| 集數 | 標題                                         | 劇本       | 分鏡       | 導演       | 作画監督     | 播放日        |
| ---- | -------------------------------------------- | ---------- | ---------- | ---------- | ------------ | ------------- |
| 1    | かけひきママ子供押しつけあいバトル           | 池田真美子 | 鈴木孝義   | 錦織博     | 三浦辰夫     | 1995年 9月2日 |
| 1    | 反省ママ今日から叱らないお母さん             | 池田真美子 | 錦織博     | 錦織博     | 三浦辰夫     | 1995年 9月2日 |
| 2    | 痛快ママ男の子は痛いッ!                      | 池田真美子 | 森田風太   | 森田風太   | 及川博史     | 9月9日        |
| 2    | 実感ママ女の子はワガママ                     | 池田真美子 | 森田風太   | 森田風太   | 及川博史     | 9月9日        |
| 3    | 追跡ママさすらいのヒョウガ                   | 池野みのり | 松浦錠平   | 松浦錠平   | 梶浦紳一郎   | 9月16日       |
| 3    | 宝くじママダーリンは当たりかハズレか         | 池野みのり | 松浦錠平   | 松浦錠平   | 梶浦紳一郎   | 9月16日       |
| 4    | 幼稚園ママ朝のドタバタ必勝法                 | 池田眞美子 | 森田風太   | 森田風太   | 石之博和     | 9月23日       |
| 4    | ワイルドパパダーリン流育児法                 | 池田眞美子 | 森田風太   | 森田風太   | 石之博和     | 9月23日       |
| 5    | 策略ママデパートホリデー入門                 | 池野みのり | 鈴木輪流郎 | 花井信也   | 今泉賢一     | 9月30日       |
| 5    | 置き去りママジジババの家にお泊り             | 池野みのり | 鈴木輪流郎 | 花井信也   | 今泉賢一     | 9月30日       |
| 6    | プッツンママ二歳児ジュラの主張               | 石塚智子   | 神谷純     | 森田風太   | 及川博史     | 10月7日       |
| 6    | 感激ママタリラリヒョウガの運動会             | 石塚智子   | 神谷純     | 森田風太   | 及川博史     | 10月7日       |
| 7    | うんざりママオモチャ減らし大作戦             | 池野みのり | 錦織博     | 錦織博     | 三浦辰夫     | 10月14日      |
| 7    | くたくたママジュラと地獄の旅巡り             | 池野みのり | 錦織博     | 錦織博     | 三浦辰夫     | 10月14日      |
| 8    | レフェリーママ兄妹ゲンカの裁き方             | 池田眞美子 | 細田雅弘   | 細田雅弘   | 石之博和     | 10月21日      |
| 8    | こだわりママジュラ、パーマをかける           | 池田眞美子 | 細田雅弘   | 細田雅弘   | 石之博和     | 10月21日      |
| 9    | プロフェッショナルママ子連れ遊園地マニュアル | 石塚智子   | 松浦錠平   | 松浦錠平   | 平岡正幸     | 10月28日      |
| 9    | 迷走ママヒョウガの早期教育                   | 石塚智子   | 松浦錠平   | 松浦錠平   | 平岡正幸     | 10月28日      |
| 10   | ぐったりママ毎日が関所破り                   | 池野みのり | 森田風太   | 森田風太   | 及川博史     | 11月4日       |
| 10   | ぶきっちょパパダーリンの抜けてる育児         | 池野みのり | 森田風太   | 森田風太   | 及川博史     | 11月4日       |
| 11   | パニックママジュラの発熱大騒動               | 池田眞美子 | 越智浩仁   | 花井信也   | 今泉賢一     | 11月11日      |
| 11   | ずぼらママダブルでやってきた七五三           | 池田眞美子 | 越智浩仁   | 花井信也   | 今泉賢一     | 11月11日      |
| 12   | しつけママジュラのおしゃぶり物語             | 池田眞美子 | 神谷純     | 森田風太   | 石之博和     | 11月18日      |
| 12   | 親ばかママヒョウガのおたのしみ会             | 池田眞美子 | 森田風太   | 森田風太   |              | 11月18日      |
| 13   | どきどきママダーリンの実家へ行く             | 池野みのり | 錦織博     | 錦織博     | 三浦辰夫     | 11月25日      |
| 13   | しみじみパパ暴かれるダーリンの宝物           | 池野みのり | 錦織博     | 錦織博     | 三浦辰夫     | 11月25日      |
| 14   | うっかりパパジュラの荷造りに御用心           | 石塚智子   | 細田雅弘   | 細田雅弘   | 及川博史     | 12月2日       |
| 14   | 手抜きママおべんと作りなんか大嫌い           | 石塚智子   | 細田雅弘   | 細田雅弘   | 及川博史     | 12月2日       |
| 15   | 深刻ママ悩めるヒョウガの人間関係             | 池田眞美子 | 松浦錠平   | 松浦錠平   | 梶浦紳一郎   | 12月9日       |
| 15   | 気配りママジュラのお誕生パーティー           | 池田眞美子 | 松浦錠平   | 松浦錠平   | 梶浦紳一郎   | 12月9日       |
| 16   | どたばたママX'マスプレゼント大作戦           | 池田眞美子 | 奥田誠治   | 笠井賢一   | 石之博和     | 12月16日      |
| 16   | ハッスルパパサンタクロース大作戦             | 池田眞美子 | 森田風太   | 森田風太   | 石之博和     | 12月16日      |
| 17   | 困ったママダーリンVSジュラ                   | 池野みのり | 鈴木輪流郎 | 花井信也   | 今泉賢一     | 12月23日      |
| 17   | はらはらママヒョウガの寒げいこ               | 池野みのり | 鈴木輪流郎 | 花井信也   | 今泉賢一     | 12月23日      |
| 18   | ため息ママ夜ふかしヒョウガの大みそか         | 石塚智子   | 白土武     | 高橋幸雄   | 石之博和     | 1996年 1月6日 |
| 18   | 泣き虫ママ死なないでジャック                 | 石塚智子   | 白土武     | 高橋幸雄   | 石之博和     | 1996年 1月6日 |
| 19   | 辛抱ママジュラは只今反抗期                   | 池野みのり | 錦織博     | 錦織博     | 三浦辰夫     | 1月13日       |
| 19   | 心配ママ初めてのお留守番                     | 池野みのり | 錦織博     | 錦織博     | 三浦辰夫     | 1月13日       |
| 20   | 反省パパこれがダーリンの叱り方               | 池田眞美子 | 高橋幸雄   | 笠井賢一   | 及川博史     | 1月20日       |
| 20   | おろおろママヒョウガの家出騒ぎ               | 池田眞美子 | 高橋幸雄   | 森田風太   | 及川博史     | 1月20日       |
| 21   | 見栄張りママ冷や汗スケートホリデー           | 石塚智子   | 松浦錠平   | 松浦錠平   | 梶浦紳一郎   | 1月27日       |
| 21   | 風邪引きママ病は母を強くする                 | 石塚智子   | 松浦錠平   | 松浦錠平   | 梶浦紳一郎   | 1月27日       |
| 22   | 張り切りママダーリン鬼になる                 | 池田眞美子 | 白土武     | 高橋幸雄   | 鈴木佐智子   | 2月3日        |
| 22   | お手上げママおばあちゃんの子育て             | 池田眞美子 | 小野勝巳   | 高橋幸雄   | 石之博和     | 2月3日        |
| 23   | 失敗ママ冷や汗バレンタイン                   | 池野みのり | 鈴木輪流郎 | 花井信也   | 今泉賢一     | 2月10日       |
| 23   | 複雑ママ涙の本命チョコ                       | 池野みのり | 鈴木輪流郎 | 花井信也   | 今泉賢一     | 2月10日       |
| 24   | 赤っ恥ママヒョウガのTV出演                   | 池田眞美子 | 細田雅弘   | 細田雅弘   | 北條直明     | 2月17日       |
| 25   | おのろけママダーリンとデート                 | 池田眞美子 | 錦織博     | 錦織博     | 三浦辰夫     | 2月24日       |
| 25   | うろたえママドタバタ妊娠騒動                 | 池田眞美子 | 錦織博     | 錦織博     | 三浦辰夫     | 2月24日       |
| 26   | わざありママ親子ゲンカでひな祭り             | 池野みのり | 辻伸一     | 辻伸一     | 及川博史     | 3月3日        |
| 26   | ズタボロママヒョウガの参観会                 | 池野みのり | 辻伸一     | 辻伸一     | 及川博史     | 3月3日        |
| 27   | あたふたママご両親がやってくる               | 石塚智子   | 松浦錠平   | 松浦錠平   | 梶浦紳一郎   | 3月10日       |
| 27   | 迷子の迷子のおじいちゃん                     | 石塚智子   | 松浦錠平   | 松浦錠平   | 梶浦紳一郎   | 3月10日       |
| 28   | ひらめきママ料理はアイデア勝負               | 池田真美子 | 島崎奈奈子 | 島崎奈奈子 | 石之博和     | 3月17日       |
| 28   | 熱血パパヒョウガの自転車特訓                 | 池田真美子 | 島崎奈奈子 | 島崎奈奈子 | 石之博和     | 3月17日       |
| 29   | お答えママどっちの子が好き?                  | 池野みのり | 花井信也   | 花井信也   | 今泉賢一     | 3月24日       |
| 29   | 気合ママジュラの入園面接                     | 池田眞美子 | 花井信也   | 花井信也   | 今泉賢一     | 3月24日       |
| 30   | ど忘れママヒョウガの誕生日                   | 池野みのり | 辻伸一     | 辻伸一     | 及川博史     | 3月31日       |
| 30   | 貧乏くじママうららか釣り堀日記               | 池田眞美子 | 辻伸一     | 辻伸一     | 及川博史     | 3月31日       |
| 31   | びっくりママジュラの入園式                   | 池田眞美子 | 滝上貴裕   | 滝上貴裕   | 三浦辰夫     | 4月7日        |
| 31   | 冷や汗ママだんまりジュラの参観日             | 池田眞美子 | 滝上貴裕   | 滝上貴裕   | 三浦辰夫     | 4月7日        |
| 32   | ぶきっちょママ恐怖の手作りグッズ             | 石塚智子   | 松浦錠平   | 松浦錠平   | 梶浦紳一郎   | 4月13日       |
| 32   | 決断ママ管理人さんの大災難                   | 石塚智子   | 松浦錠平   | 松浦錠平   | 梶浦紳一郎   | 4月13日       |
| 33   | 先輩ママたくやくんチの柔道                   | 池野みのり | 細田雅弘   | 細田雅弘   | 石之博和     | 4月20日       |
| 33   | どっきりママジュラは悩めるお年頃?            | 池野みのり | 細田雅弘   | 細田雅弘   | 石之博和     | 4月20日       |
| 34   | 入れこみママジュラのバレエ教室               | 池田眞美子 | 湖山禎崇   | 湖山禎崇   | 奈須川充     | 4月27日       |
| 34   | カルガモパパ追跡・ヒョウガの遠足             | 池田眞美子 | 湖山禎崇   | 湖山禎崇   | 奈須川充     | 4月27日       |
| 35   | 恥かきママジュラのうそ物語                   | 池田眞美子 | 鈴木輪流郎 | 花井信也   | 今泉賢一     | 5月4日        |
| 35   | むりやりパパ泳げ!こいのぼりッ                | 池田眞美子 | 鈴木輪流郎 | 花井信也   | 今泉賢一     | 5月4日        |
| 36   | まゆつばママダーリンの禁煙宣言               | 池田眞美子 | 辻伸一     | 辻伸一     | 及川博史     | 5月11日       |
| 36   | 感動ママ母の日ふたたび                       | 池田眞美子 | 辻伸一     | 辻伸一     | 及川博史     | 5月11日       |
| 37   | 出張パパヒョウガの二日天下                   | 石塚智子   | 滝上貴裕   | 滝上貴裕   | 三浦辰夫     | 5月18日       |
| 37   | のんきママジュラVSれいら                     | 石塚智子   | 滝上貴裕   | 滝上貴裕   | 三浦辰夫     | 5月18日       |
| 38   | お手伝いママぎっくり腰でSOS                  | 池野みのり | 松浦錠平   | 松浦錠平   | 梶浦紳一郎   | 5月25日       |
| 38   | 猫かぶりママ本当はみ～んな怒りんぼ           | 池野みのり | 松浦錠平   | 松浦錠平   | 梶浦紳一郎   | 5月25日       |
| 39   | でまかせママヒョウガ悩める季節               | 池田眞美子 | 細田雅弘   | 細田雅弘   | 石之博和     | 6月1日        |
| 39   | へとへとママ傘をたずねて                     | 池田眞美子 | 細田雅弘   | 細田雅弘   | 石之博和     | 6月1日        |
| 40   | 目撃パパ保與田家魔の月曜日                   | 石塚智子   | 湖山禎崇   | 湖山禎崇   | 奈須川充     | 6月8日        |
| 40   | 胸キュンママジュラのバレエ発表会             | 池田眞美子 | 湖山禎崇   | 湖山禎崇   | 奈須川充     | 6月8日        |
| 41   | わくわくパパ父の日に栄光あれ                 | 池田眞美子 | 矢沢則夫   | 花井信也   | 五月女浩一朗 | 6月15日       |
| 41   | のめりこみママめざめよ、天才画家!?           | 石塚智子   | 矢沢則夫   | 花井信也   | 五月女浩一朗 | 6月15日       |
| 42   | やきもきママジュラのお流れ遠足               | 池野みのり | 辻伸一     | 辻伸一     | 及川博史     | 6月22日       |
| 42   | 気遣いママふるさとを捨てた義父               | 池野みのり | 辻伸一     | 辻伸一     | 及川博史     | 6月22日       |
| 43   | 探偵ママヒョウガの秘密                       | 池田眞美子 | 滝上貴裕   | 滝上貴裕   | 三浦辰夫     | 6月29日       |
| 43   | ミーハーママ無敵レンジャー大ピンチ           | 池野みのり | 滝上貴裕   | 滝上貴裕   | 三浦辰夫     | 6月29日       |
| 44   | バタバタママ七夕の夜は大騒ぎ                 | 池野みのり | 松浦錠平   | 松浦錠平   | 梶浦紳一郎   | 7月6日        |
| 44   | ちゃっかりママ母親だって遊びたい             | 池田眞美子 | 松浦錠平   | 松浦錠平   | 梶浦紳一郎   | 7月6日        |
| 45   | げんなりママお姉ちゃんが欲しい               | 石塚智子   | 細田雅弘   | 細田雅弘   | 石之博和     | 7月13日       |
| 45   | 不可解ママヒョウガ、目覚める                 | 石塚智子   | 細田雅弘   | 細田雅弘   | 石之博和     | 7月13日       |
| 46   | へたばりママ恐怖の夏休み                     | 池田眞美子 | 湖山禎崇   | 湖山禎崇   | 奈須川充     | 7月20日       |
| 46   | なりきりパパ納涼肝試し大会                   | 池田眞美子 | 湖山禎崇   | 湖山禎崇   | 奈須川充     | 7月20日       |
| 47   | 意地っぱりパパ縁日でいざ勝負!!               | 池野みのり | 狭山太郎   | 花井信也   | 五月女浩一朗 | 7月27日       |
| 47   | しぶしぶママ新車なんて見てるだけ             | 池野みのり | 狭山太郎   | 花井信也   | 五月女浩一朗 | 7月27日       |
| 48   | バカンスママいち君チのお別荘                 | 池田眞美子 | 島崎奈々子 | 松園公     | 及川博史     | 8月3日        |
| 48   | 面食らいママジュラの三角関係                 | 池田眞美子 | 島崎奈々子 | 松園公     | 及川博史     | 8月3日        |
| 49   | 言い聞かせママジュラ我慢の一日               | 石塚智子   | 滝上貴裕   | 滝上貴裕   | 三浦辰夫     | 8月10日       |
| 49   | いきなりパパダーリンのUターン願望            | 池野みのり | 滝上貴裕   | 滝上貴裕   | 三浦辰夫     | 8月10日       |
| 50   | ほのぼのママ意地でも花火見物だ               | 池田眞美子 | 松浦錠平   | 松浦錠平   | 梶浦紳一郎   | 8月17日       |
| 50   | 爆発パパ甘い誘惑、ゲームの味                 | 池田眞美子 | 松浦錠平   | 松浦錠平   | 梶浦紳一郎   | 8月17日       |
| 51   | とばっちりママ爆睡ママと海水浴               | 池野みのり | 細田雅弘   | 細田雅弘   | 石之博和     | 8月24日       |
| 51   | イライラママおじいちゃんの子守り             | 池野みのり | 細田雅弘   | 細田雅弘   | 石之博和     | 8月24日       |
| 52   | 愛情ママおねしょはナイショ                   | 池田眞美子 | 湖山禎崇   | 湖山禎崇   | 奈須川充     | 8月31日       |
| 52   | バイバイママ太君のお引っ越し                 | 池田眞美子 | 湖山禎崇   | 湖山禎崇   | 奈須川充     | 8月31日       |

### 影像軟體化
- 為了記念動畫化10周年，在2005年6月29日發售第1集，8月31日發售第2集的DVD-BOX。

## 備註
- 現在在文部科学省發行的「家庭教育手冊」中，有採用本作的插畫  （页面存档备份，存于）。
- 愛知縣高濱市的かわら美術館，曾在2001年12月6日到1月20日舉辦以「酷媽寶貝蛋&青沼貴子，漫畫原画展，戰鬥!!媽媽～用育兒漫畫支援，媽媽和孩子間的愉‧快的每一天～」為名的育兒漫畫展覧会。

| 無綫電視翡翠台 | 無綫電視翡翠台                            | 無綫電視翡翠台 |
| -------------- | ----------------------------------------- | -------------- |
|                | BB保你大 （1998年12月1日至1999年2月11日） |                |
| —              | —                                         |                |